# Đài Nam
Thành phố Đài Nam (台南 hoặc 臺南; bính âm Hán ngữ: Táinán, Wade-Giles: T'ai-nan; tiếng Đài Loan POJ: Tâi-lâm) (nghĩa là "Nam Đài Loan") là một thành phố trực thuộc trung ương của Trung Hoa Dân Quốc. Nó là thành phố lớn thứ năm của Đài Loan, sau Tân Bắc, Cao Hùng, Đài Trung và Đào Viên.
Đài Nam ban đầu được Công ty Đông Ấn Hà Lan thành lập với vị thế là một căn cứ cai trị và giao thương gọi là pháo đài Zeelandia trong thời kỳ người Hà Lan cai trị Đài Loan. Sau khi Trịnh Thành Công đánh bại người Hà Lan vào năm 1661, Đài Nam trở thành trung tâm của Vương quốc Đông Ninh cho đến năm 1683 và sau đó là đô phủ của phủ Đài Loan dưới sự cai trị của nhà Thanh đến năm 1887, khi đô phủ chuyển đến Đài Bắc. Đài Nam về mặt lịch sử là một trong các thành phố cổ nhất tại Đài Loan, tên cũ của thành phố, Tayouan (大員, Đại Viên), được cho là nguồn gốc của từ "Taiwan" (Đài Loan). Thành phố cũng là một trong các trung tâm văn hóa của Đài Loan, với nền văn hóa dân gian giàu bản sắc bao gồm cả đồ ăn nhanh nổi tiếng của địa phương, bảo tồn các nghi lễ của Đạo giáo và các truyền thống bản địa khác. Những công trình đầu tiên của thành phố còn lại là miếu Khổng Tử Đài Nam, xây năm 1665, những phần của lại của Đông môn và Nam môn của thành cổ, và vô số di tích lịch sử khác. Đài Nam tuyên bố rằng có nhiều đền chùa Phật giáo và Đạo giáo hơn bất kỳ thành phố nào khác tại Đài Loan.

## Hành chính
| Bản đồ Đài Nam | Bản đồ Đài Nam    | Bản đồ Đài Nam | Bản đồ Đài Nam  |
| --- | ----------------- | -------------- | --------------- |
| An Định An Nam An Bình Bạch Hà Bắc Môn Đại Nội Đông Sơn Đông Quan Miếu Quan Điền Quy Nhân Hậu Bích Giai Lý Tướng Quân Lục Giáp Liễu Doanh Long Khi Ma Đậu Nam Hóa Nam Tây Bắc Thất Cổ Nhân Đức Thiện Hóa Sơn Thượng Nam Tây Trung Hạ Doanh Tây Cảng Tân Hóa Tân Thị Tân Doanh Học Giáp Diêm Thủy Vĩnh Khang Ngọc Tĩnh Tả Trấn H. Gia Nghĩa TP. Gia Nghĩa Cao Hùng Bình Đông |                   |                |                 |
| Tên | Hán tự (phồn thể) | Dân số (2010)  | Diện tích (km²) |
| An Bình | 安平區            | 62.520         | 11,0663         |
| An Nam | 安南區            | 177.960        | 107,2016        |
| Quận Đông | 東區              | 194.608        | 14,4281         |
| Quận Trung Tây | 中西區            | 79.286         | 6,2600          |
| Quận Nam | 南區              | 126.293        | 27,2681         |
| Quận Bắc | 北區              | 131.939        | 10,4340         |
| Tân Doanh | 新營區            | 78.155         | 38,5386         |
| Vĩnh Khang | 永康區            | 217.194        | 40,275          |
| Bạch Hà | 白河區            | 31.514         | 126,4046        |
| Giai Lý | 佳里區            | 59.290         | 38,9422         |
| Ma Đậu | 麻豆區            | 45.953         | 53,9744         |
| Thiện Hóa | 善化區            | 43.443         | 55,309          |
| Tân Hóa | 新化區            | 44.116         | 62,0579         |
| Học Giáp | 學甲區            | 27.943         | 53,9919         |
| Diêm Thủy | 鹽水區            | 27.220         | 52,2455         |
| An Định | 安定區            | 30.200         | 31,2700         |
| Bắc Môn | 北門區            | 12.504         | 44,1003         |
| Đại Nội | 大內區            | 10.903         | 70,3125         |
| Đông Sơn | 東山區            | 23.182         | 124,91          |
| Quan Miếu | 關廟區            | 36.109         | 53,6413         |
| Quan Điền | 官田區            | 22.284         | 70,7953         |
| Quy Nhân | 歸仁區            | 65.816         | 55,7913         |
| Hậu Bích | 後壁區            | 26.002         | 71,2189         |
| Tướng Quân | 將軍區            | 21.633         | 41,9796         |
| Lục Giáp | 六甲區            | 23.787         | 64,5471         |
| Liễu Doanh | 柳營區            | 22.746         | 61,2929         |
| Long Khi | 龍崎區            | 4.395          | 64,0814         |
| Nam Hóa | 南化區            | 8.919          | 171,5198        |
| Nam Tây | 楠西區            | 10.687         | 109,6316        |
| Thất Cổ | 七股區            | 24.857         | 110,1492        |
| Nhân Đức | 仁德區            | 69.228         | 50,7664         |
| Sơn Thượng | 山上區            | 7.912          | 27,8780         |
| Hạ Doanh | 下營區            | 26.165         | 33,5291         |
| Tây Cảng | 西港區            | 25.242         | 33,7666         |
| Tân Thị | 新市區            | 34.794         | 47,8096         |
| Ngọc Tĩnh | 玉井區            | 15.442         | 76,366          |
| Tả Trấn | 左鎮區            | 5.531          | 74,9025         |